# Opština Smederevska Palanka
Opština Smederevska Palanka (v srbské cyrilici Општина Смедеревска Паланка) je základní jednotka územní samosprávy pro město Smederevska Palanka a okolí v Podunajském okruhu. V roce 2011 zde žilo 50 284 obyvatel.

## Sídla
Pod tuto opštinu spadají následující sídla:
| - Azanja (4713) - Bačinac (789) - Baničina (1169) - Bašin (552) - Cerovac (1177) - Glibovac (2269) | - Golobok (2396) - Grčac (1176) - Kusadak (5691) - Mala Plana (887) - Mramorac (613) - Pridvorice (870) | - Ratari (2035) - Selevac (3864) - Smederevska Palanka (25300) - Stojačak (419) - Vlaški Do (1161) - Vodice (930) |